# Paciorkowa Wola (gromada)
Paciorkowa Wola – dawna gromada, czyli najmniejsza jednostka podziału terytorialnego Polskiej Rzeczypospolitej Ludowej w latach 1954–1972.
Gromady, z gromadzkimi radami narodowymi (GRN) jako organami władzy najniższego stopnia na wsi, funkcjonowały od reformy reorganizującej administrację wiejską przeprowadzonej jesienią 1954 do momentu ich zniesienia z dniem 1 stycznia 1973, tym samym wypierając organizację gminną w latach 1954–1972.
Gromadę Paciorkowa Wola siedzibą GRN w Paciorkowej Woli (obecnie są to dwie wsie: Paciorkowa Wola Nowa i Paciorkowa Wola Stara) utworzono – jako jedną z 8759 gromad na obszarze Polski – w powiecie kozienickim w woj. kieleckim, na mocy uchwały nr 13e/54 WRN w Kielcach z dnia 29 września 1954. W skład jednostki weszły obszary dotychczasowych gromad Andrzejówka, Biały Ług, Józefów i Paciorkowa Wola Stara oraz wieś Łuczynów z dotychczasowej gromady Jadwinów ze zniesionej gminy Policzna w tymże powiecie.
1 października 1954 gromada weszła w skład nowo utworzonego powiatu zwoleńskiego w tymże województwie, gdzie ustalono dla niej 14 członków gromadzkiej rady narodowej.
31 grudnia 1961 gromadę zniesiono, a jej obszar włączono do gromad Grabów nad Wisłą (wieś Filipinów), Strykowice (wsie Andrzejówka, Paciorkowa Wola Nowa i Paciorkowa Wola Stara, kolonie Annów, Wojciechówka i Józefów oraz tereny byłego folwarku Paciorkowa Wola), Policzna (wieś Aleksandrówka i kolonię Biały Ług) i Czarnolas (wieś Łuczynów).